# Croix de Bonnefont
La croix de Bonnefont  est une des croix monumentale située à Séneujols, en France.

## Généralités
La croix est située en bordure de la route départementale 31, au centre du hameau de Bonnefont, sur le territoire de la commune de Séneujols, dans le département de la Haute-Loire, en région Auvergne-Rhône-Alpes, en France.

## Historique
La croix date de la fin du XVIIe siècle.
La croix est inscrite au titre des monuments historiques par arrêté du 11 juin 1930.

## Description
Sur une dalle plate, deux gradins supportent un soubassement évasé. Le fût, de section carrée, fait également office de croisillon. 
Au niveau iconographique, sur un côté, un Christ sous lambel à l'aspect raide est figuré, et de l'autre côté, une Vierge à l'enfant, grossièrement sculptée, entourée de têtes d'anges et surmontée d'un ange entouré de rayons,.